# یهودیان آمریکا

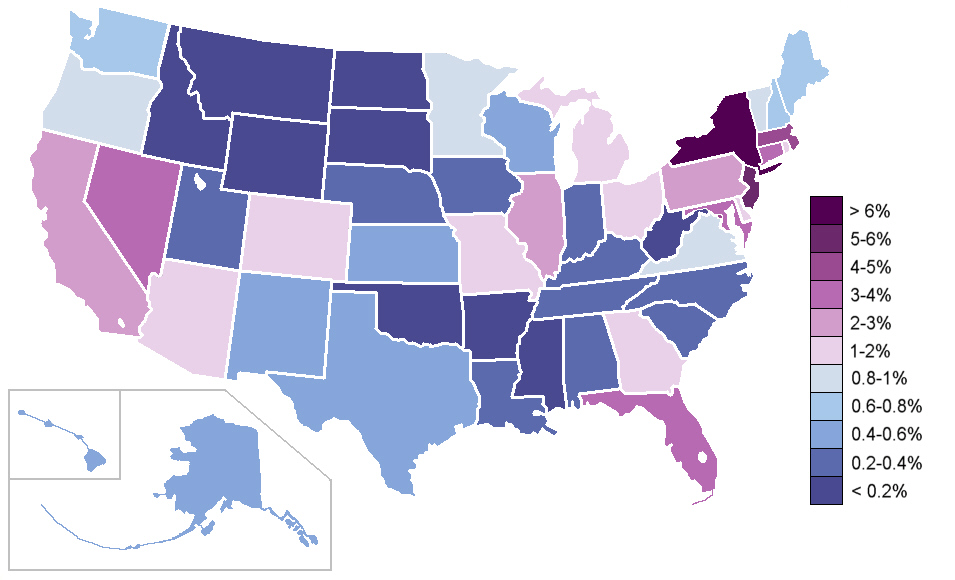
توزیع جمعیتی یهودیان در هر ایالت

یهودیان جمعیت نسبتاً کوچک اما پرنفوذی در ایالات متحده آمریکا را تشکیل می‌دهند. در سال ۲۰۰۱ جمعیت این گروه بالغ بر ۴ میلیون نفر برآورد شده اما تحقیقات دانشگاه برندایس این رقم را بیش از ۷ میلیون نفر برآورد می‌کند. شهرهای نیویورک، میامی، لس‌آنجلس و فیلادلفیا به‌ترتیب بیشترین تعداد ساکنین یهودی را دارا هستند.
در سال ۱۹۸۶ یک سوم کل روسای انجمنهای دانشجویی دانشگاه هاروارد را یهودیان تشکیل می‌دادند. بر طبق برآوردهای مؤسسه هیلل امروزه بیش از یک پنجم دانشجویان دانشگاه‌های برتر ایالات متحده آمریکا (مانند موسسات آیوی لیگ) را یهودیان تشکیل می‌دهند. این درحالی است که یهودیان فقط ۲٪ کل جمعیت آمریکا را تشکیل می‌دهند. به‌طور نمونه در صد جمعیت یهودیان در دانشگاه هاروارد و دانشگاه پنسیلوانیا هر کدام ۳۰٪، در دانشگاه جرج واشینگتن ۳۱٪، و در دانشگاه کرنل ۲۵٪ می‌باشد. بسیاری از صاحب نامان علمی، اقتصادی و صنعتی آمریکا را یهودیان تشکیل می‌دهند.

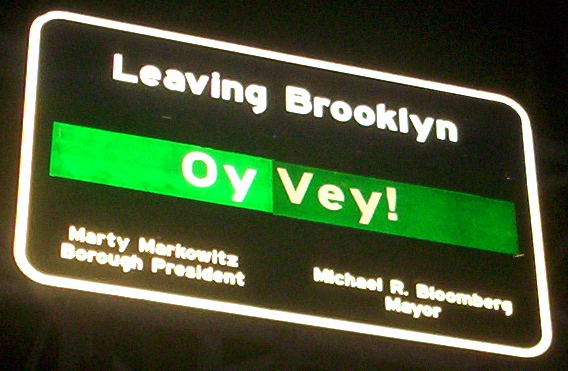
یک تابلوی عمومی در شهر نیویورک که عبارت رایج یهودیان Oy Vey (شبیه «ای وای» فارسی) روی آن نوشته شده‌است.

یهودیان آمریکا سهم زیادی در پیشرفت علمی ایالات متحده آمریکا داشته و دارند. از ریچارد فاینمن گرفته تا آلبرت اینشتین این گروه ۳۷٪ برندگان جوایز نوبل در این کشور و نزدیک به ۸٪ کل رؤسای شرکت‌های بزرگ آمریکایی را تشکیل می‌دهند.
همچنین یهودیان ایالات متحده آمریکا نقش مهمی در اقتصاد آمریکا و همچنین در صحنه سیاسی و رسانه‌ای آمریکا را به خود اختصاص داده‌اند.

## مراکز علمی یهودی
- دانشگاه برندایس
- دانشگاه یشیوا

## مشاهیر

### شخصیت‌ها

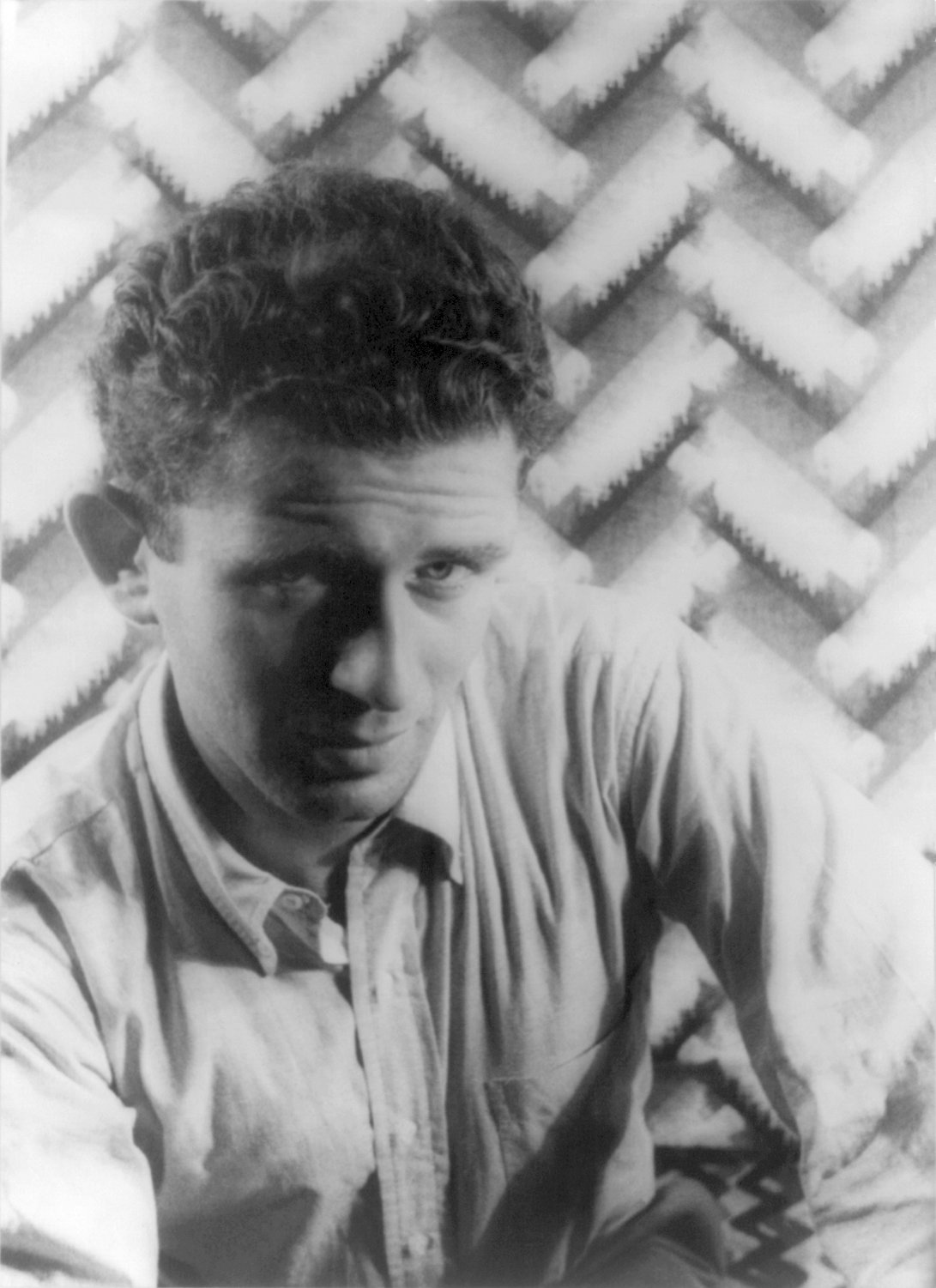
نورمن میلر
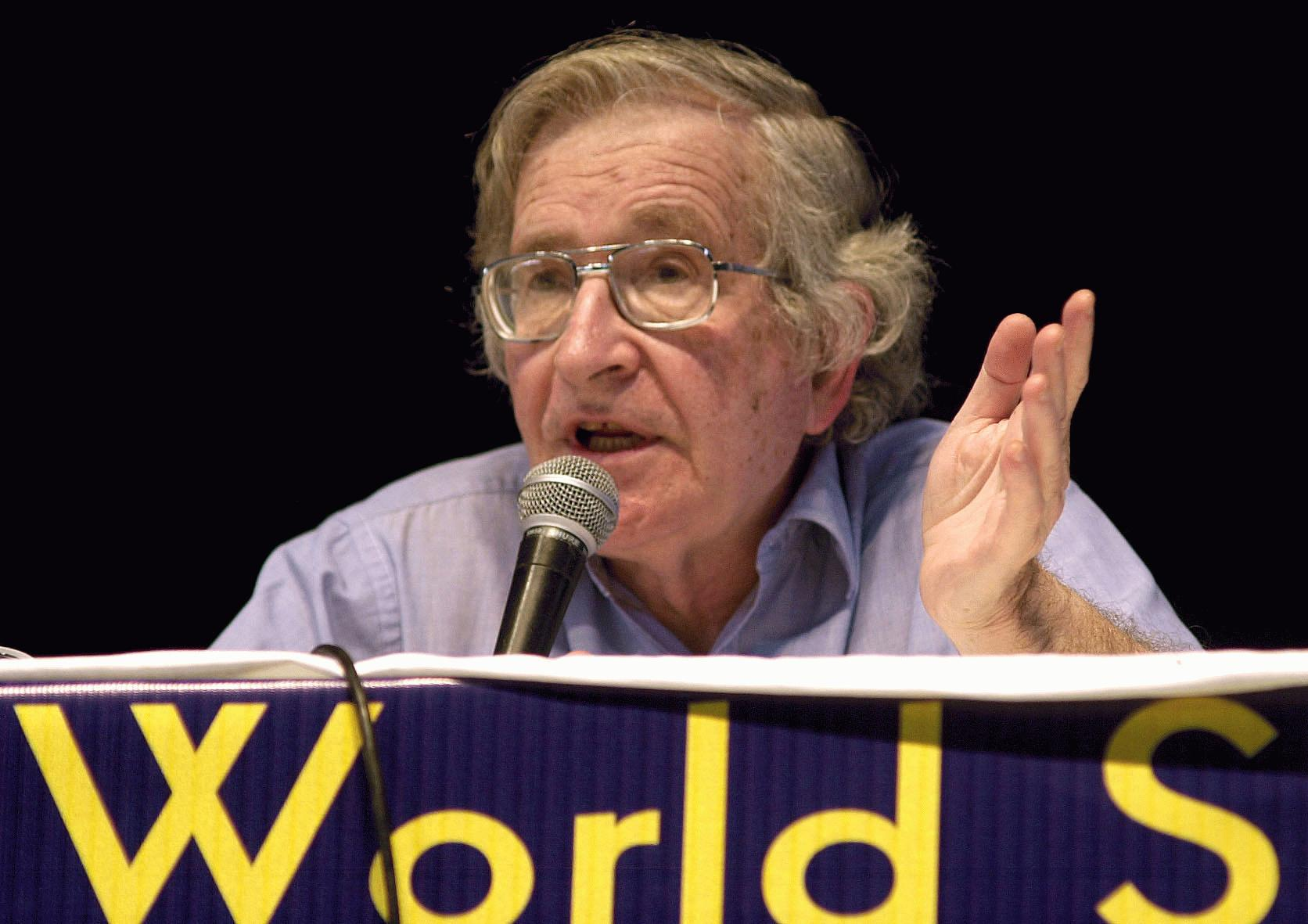
نوآم چامسکی
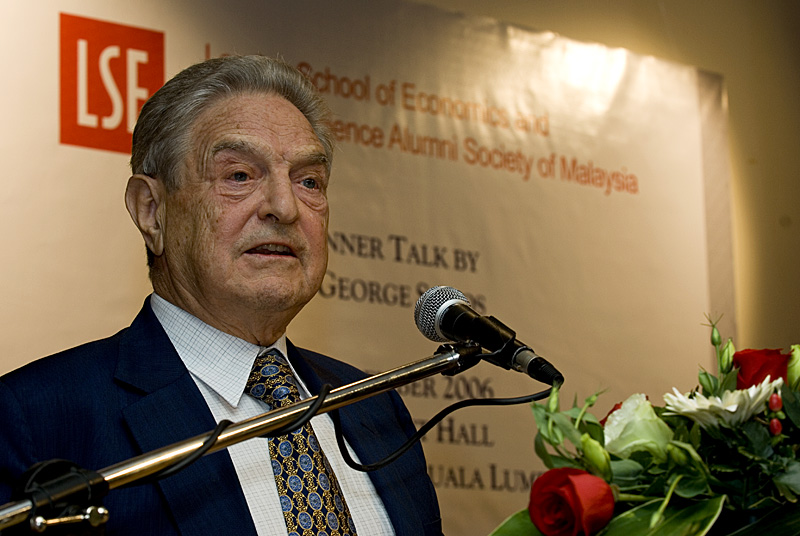
جرج سوروس

### دانشمندان

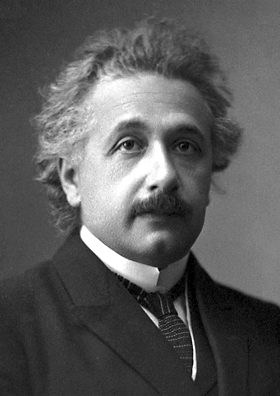
آلبرت اینشتین
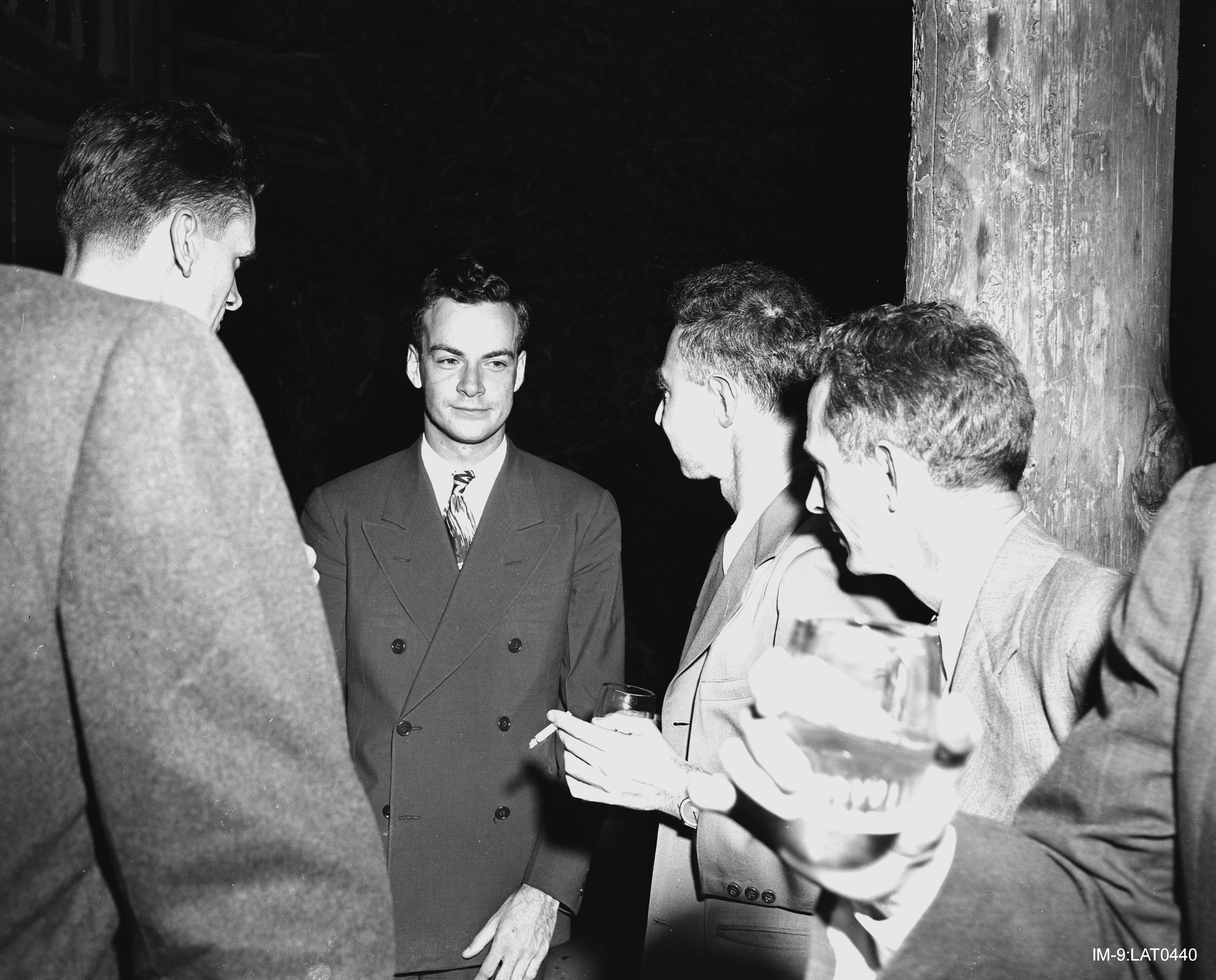
ریچارد فاینمن
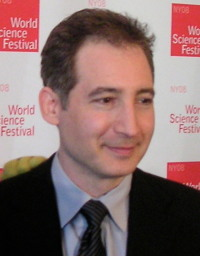
برایان گرین
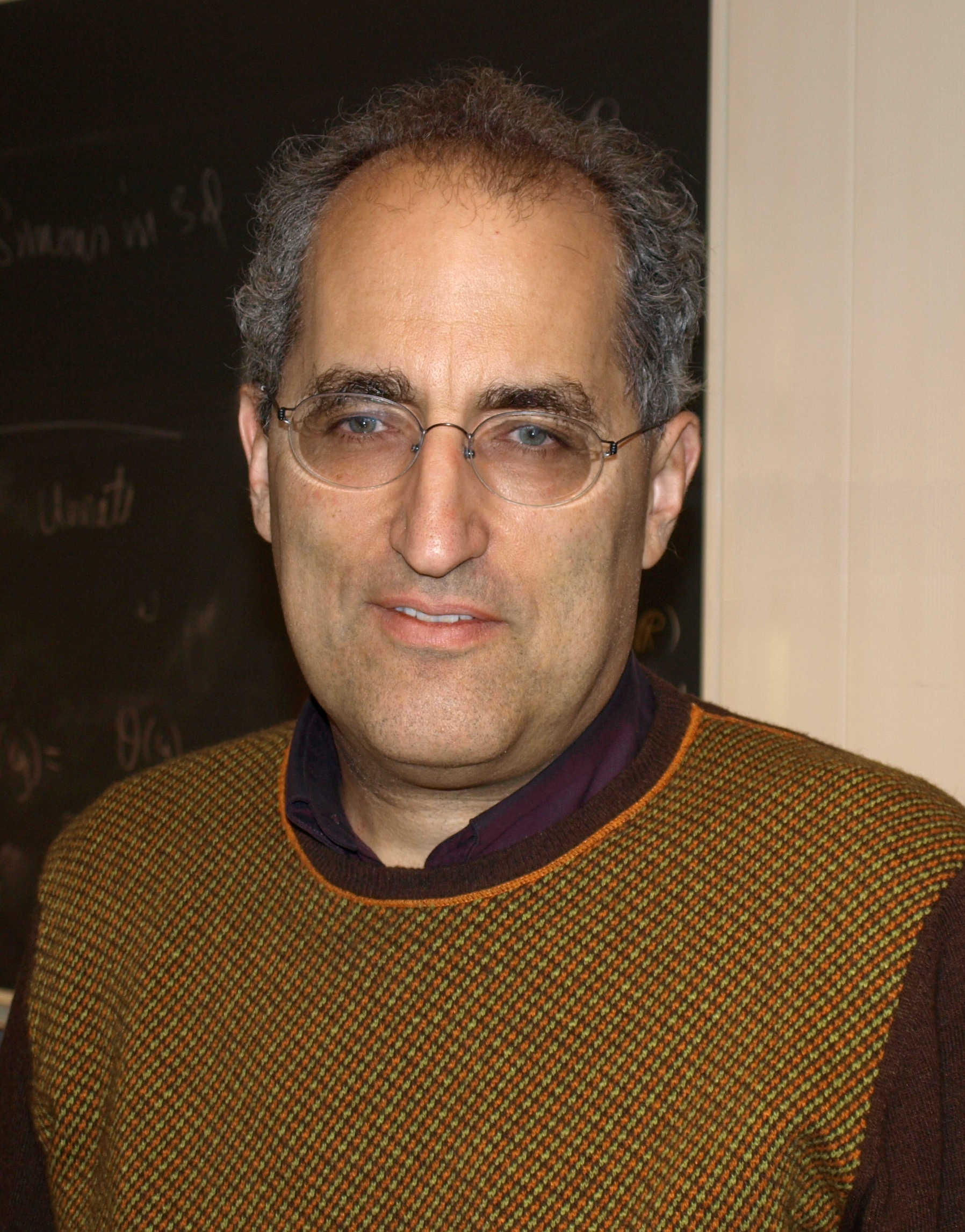
ادوارد ویتن
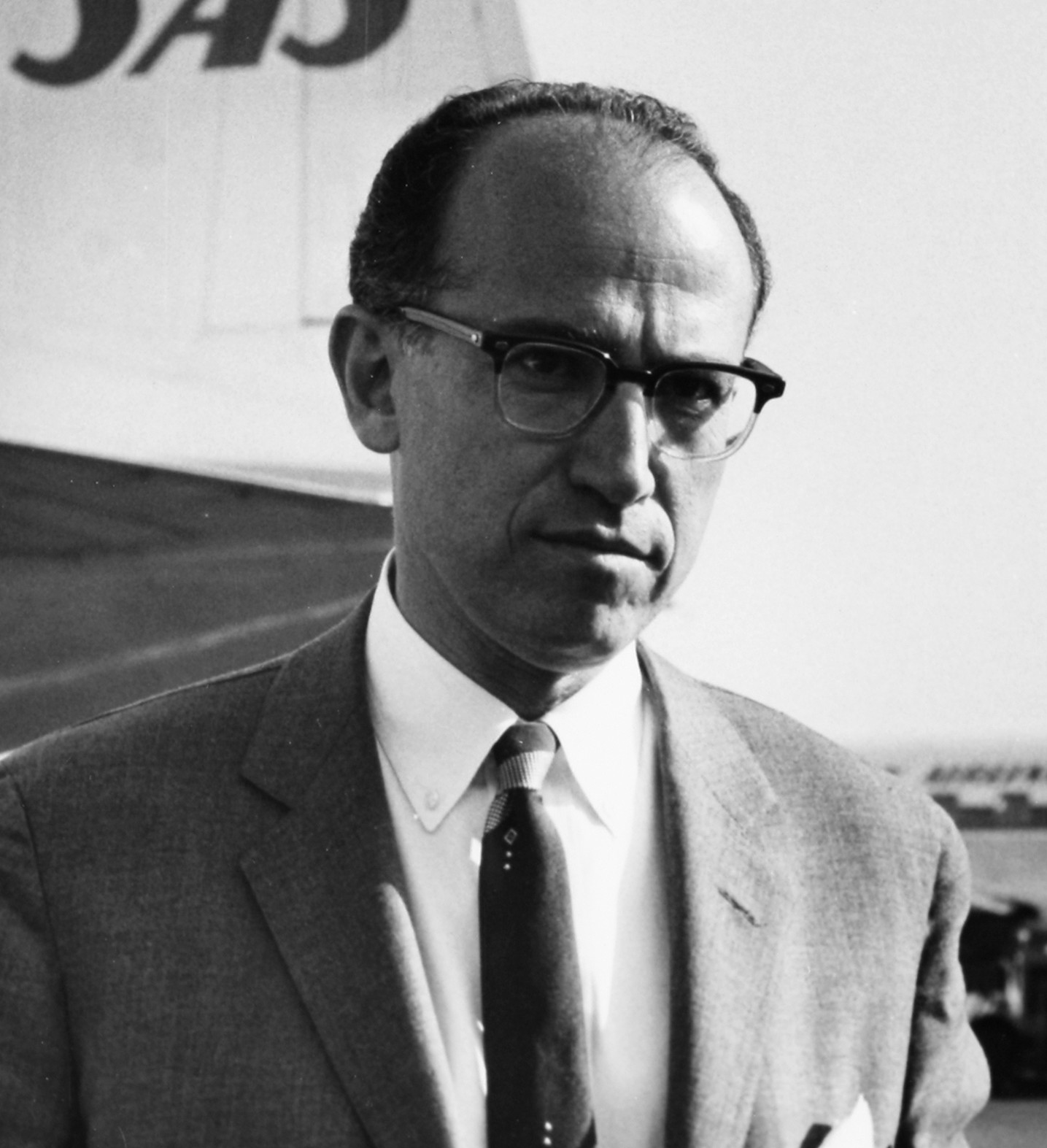
جوناس سالک

### هنرمندان

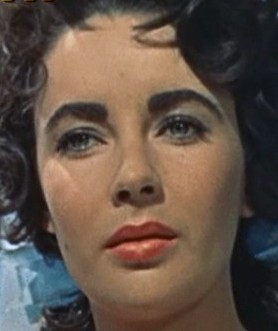
الیزابت تیلور
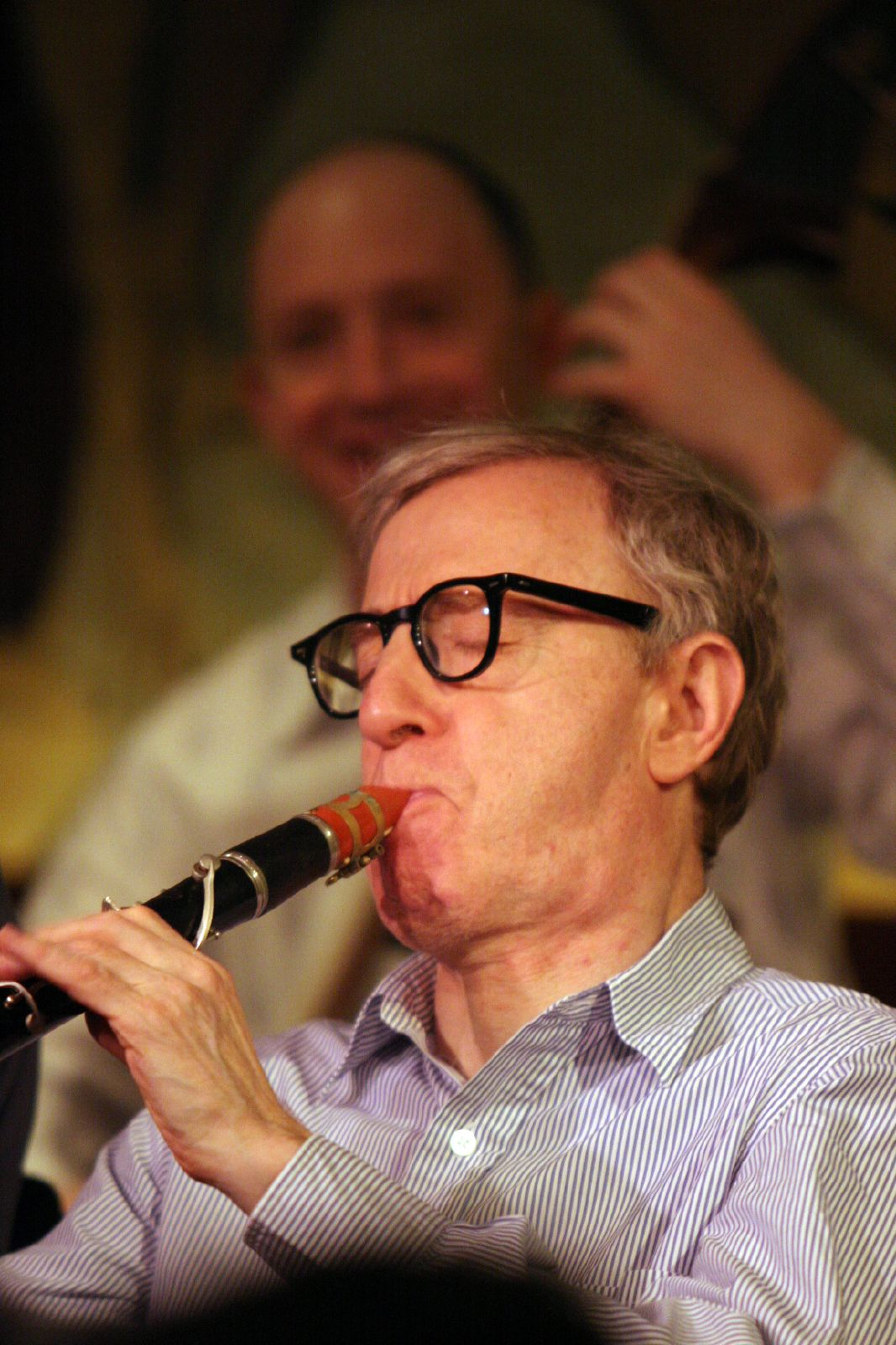
وودی آلن
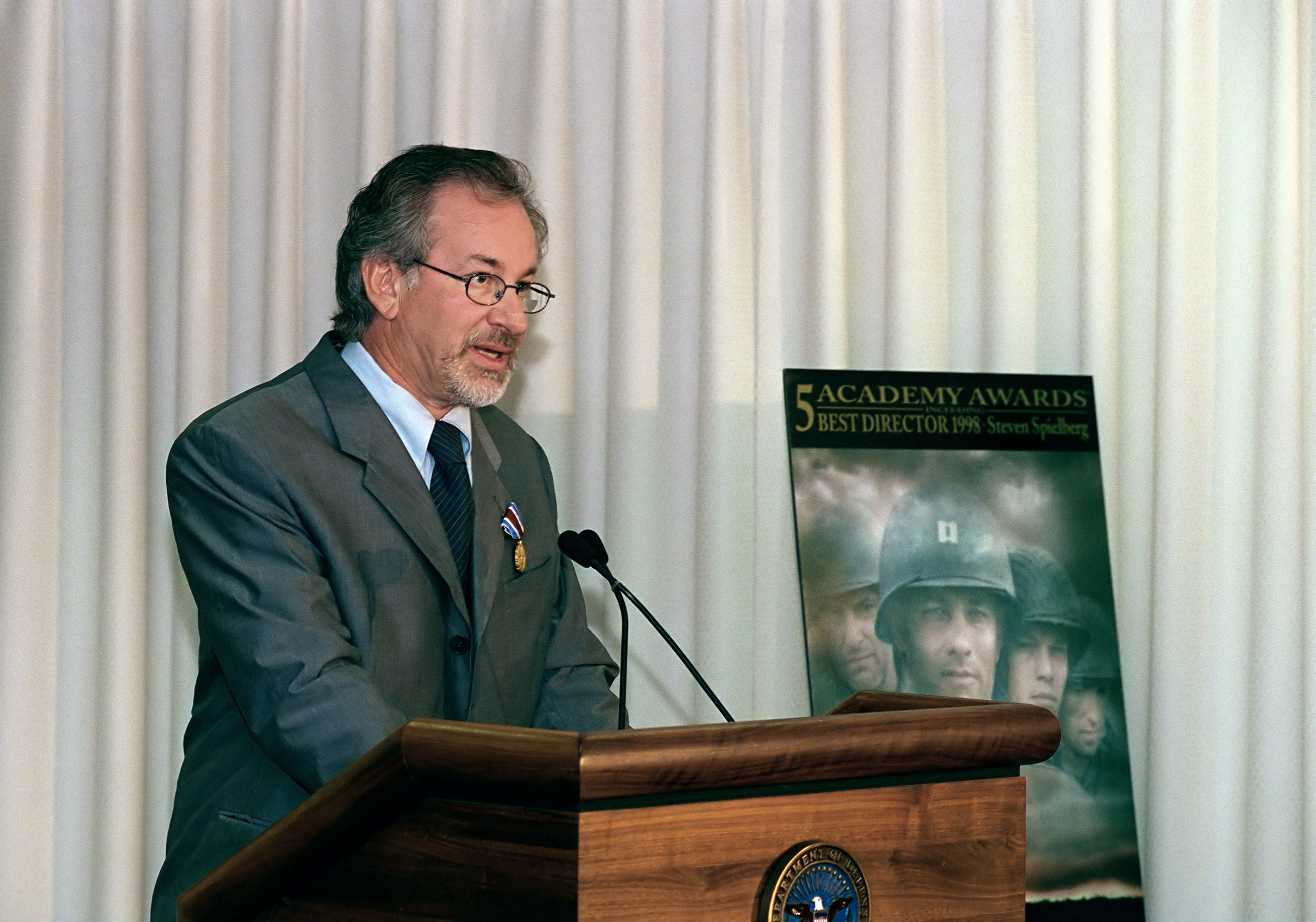
استیون اسپیلبرگ
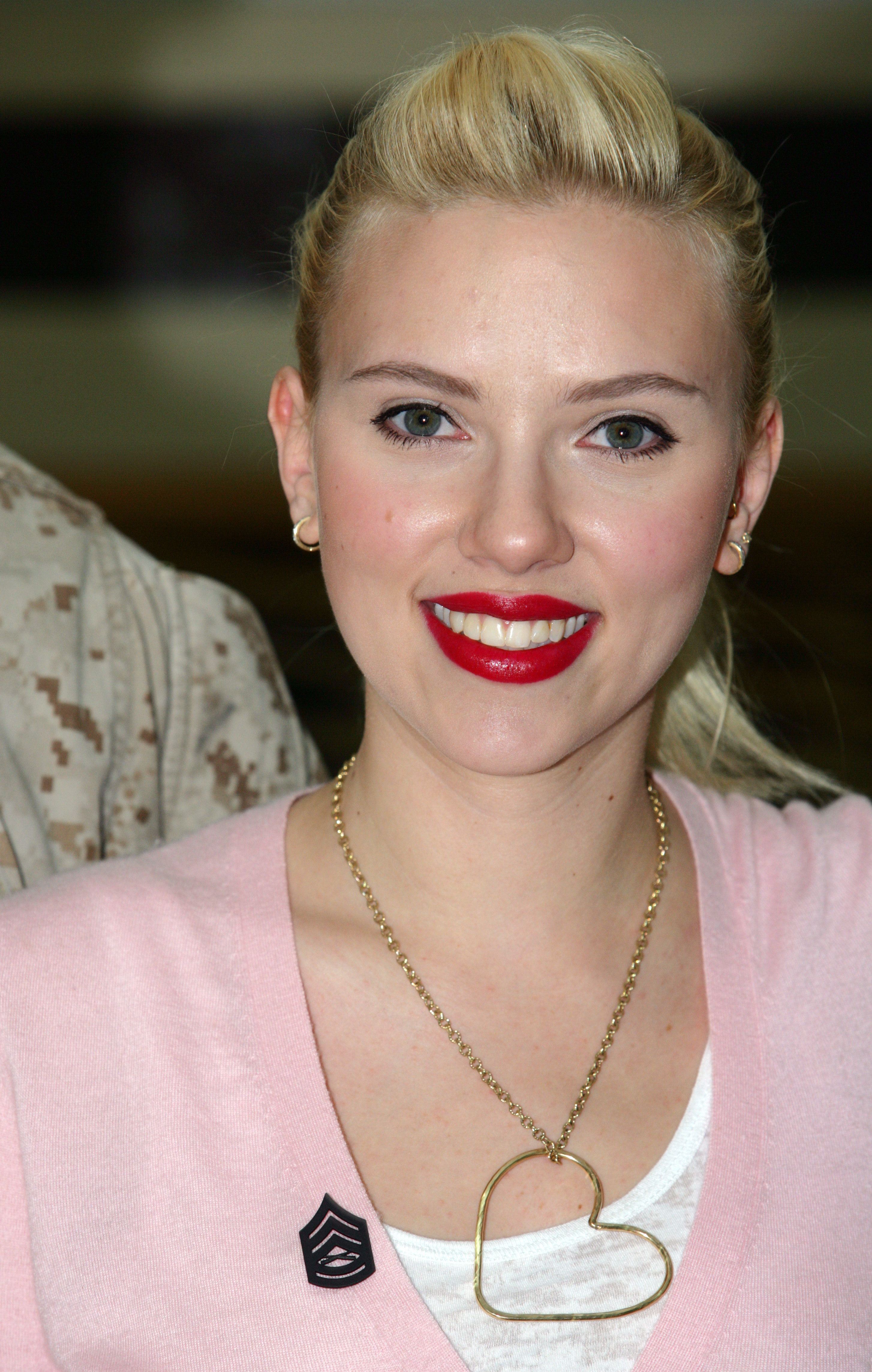
اسکارلت جوهانسون
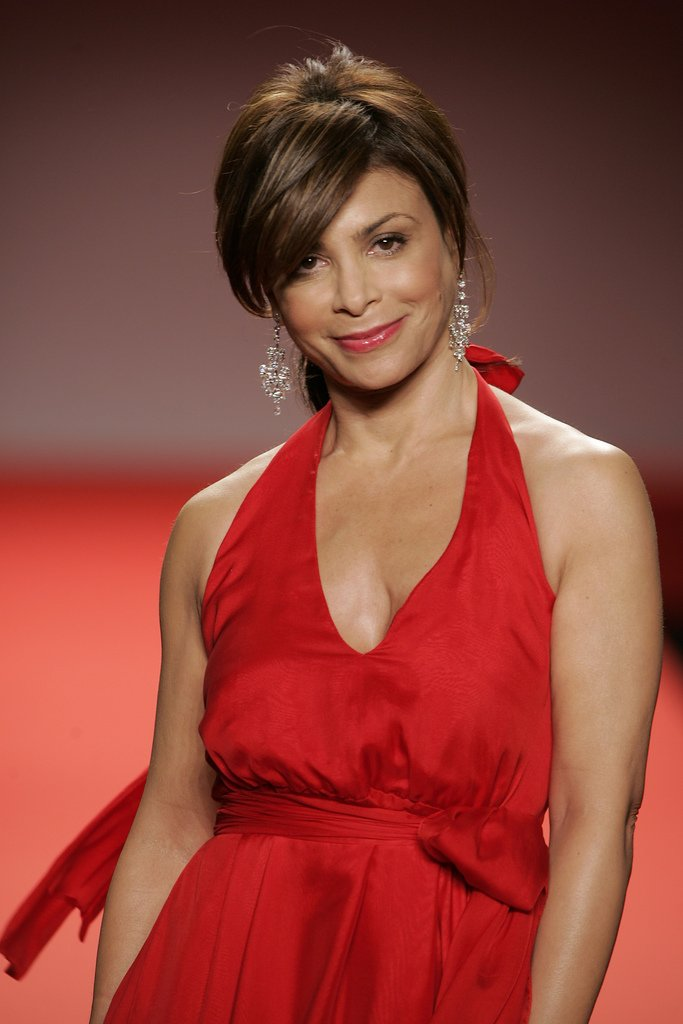
پائولا عبدل
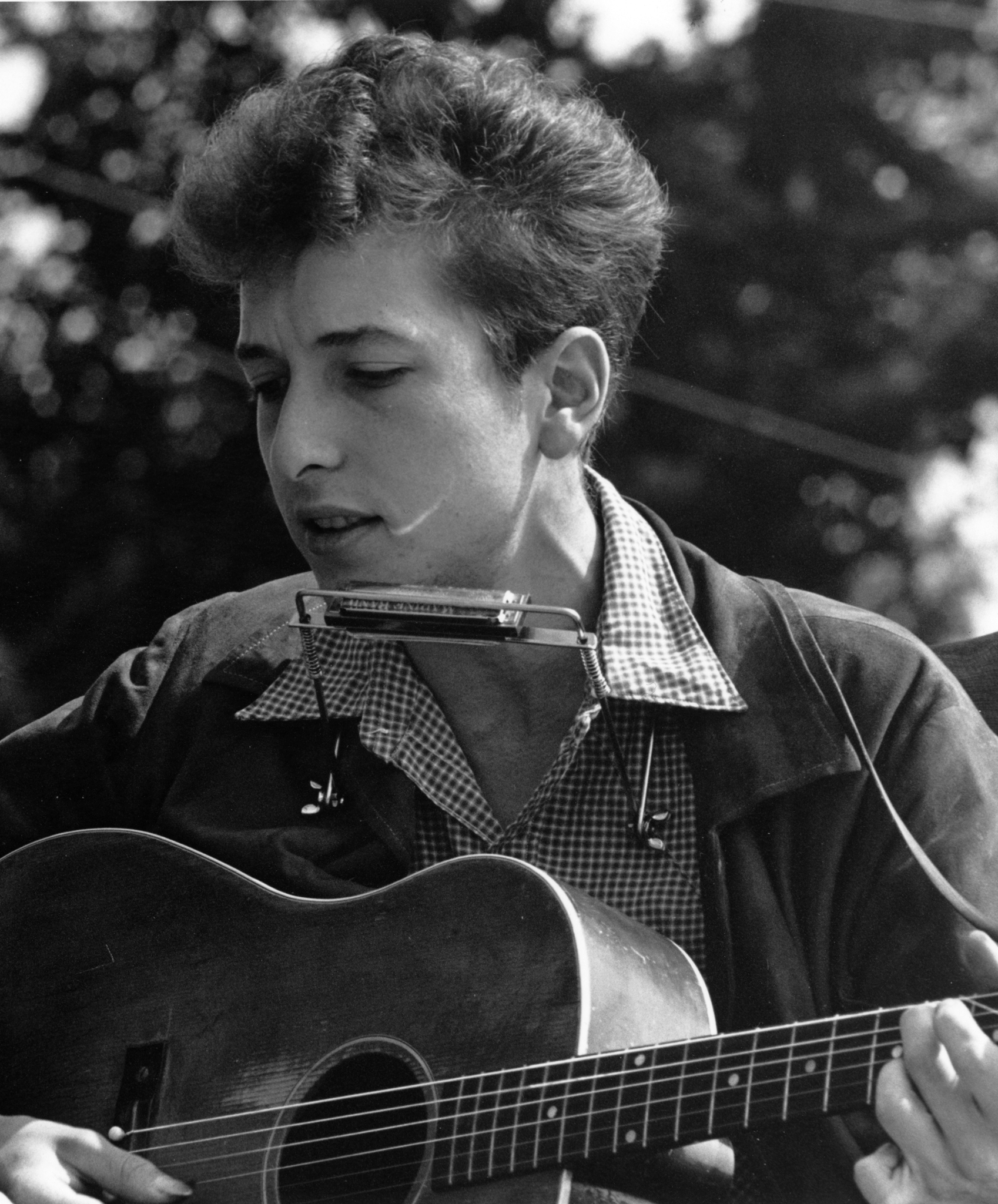
باب دیلن
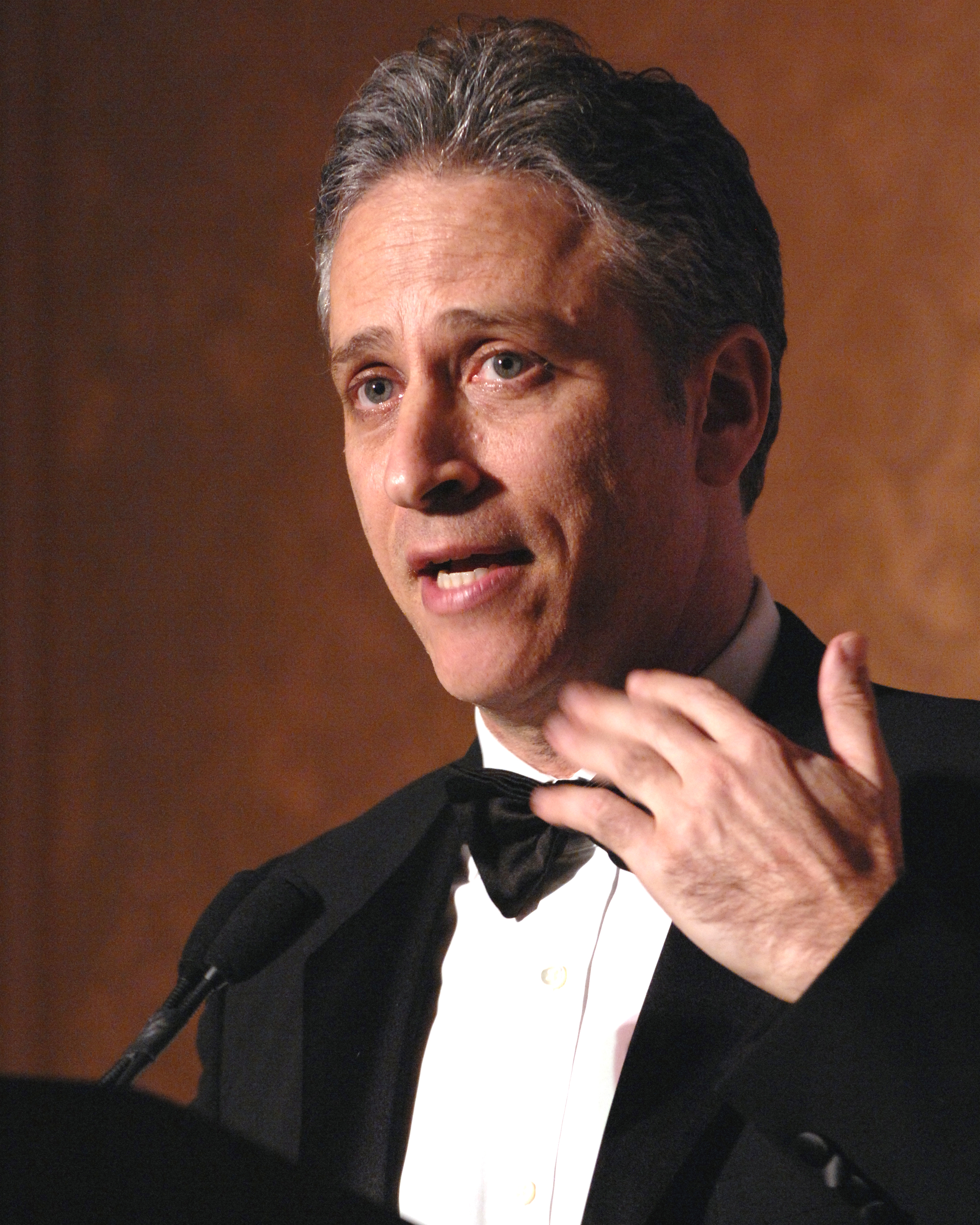
جان استوارت
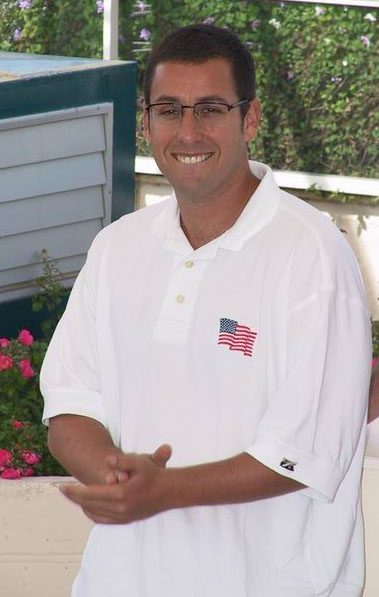
آدام سندلر
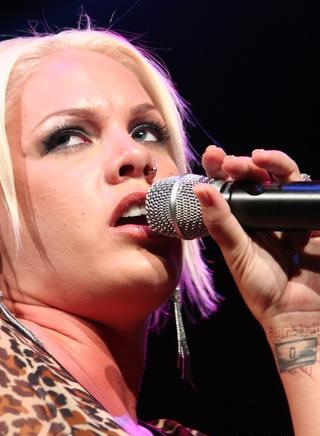
پینک
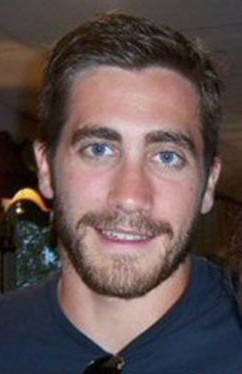
جیک جیلنهال
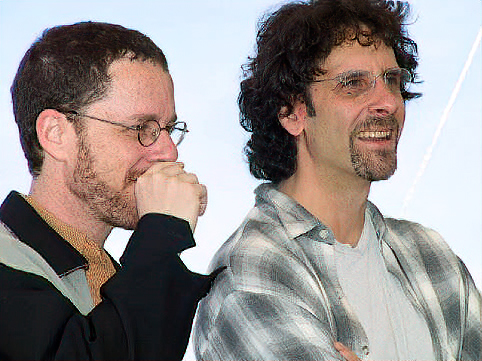
برادران کوئن
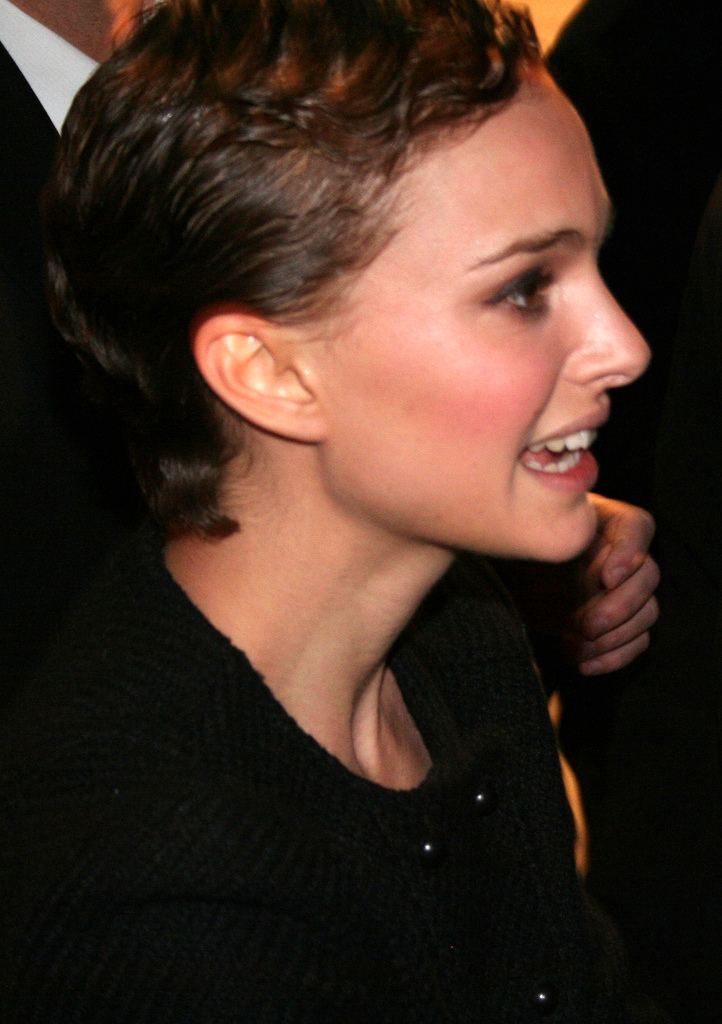
ناتالی پورتمن
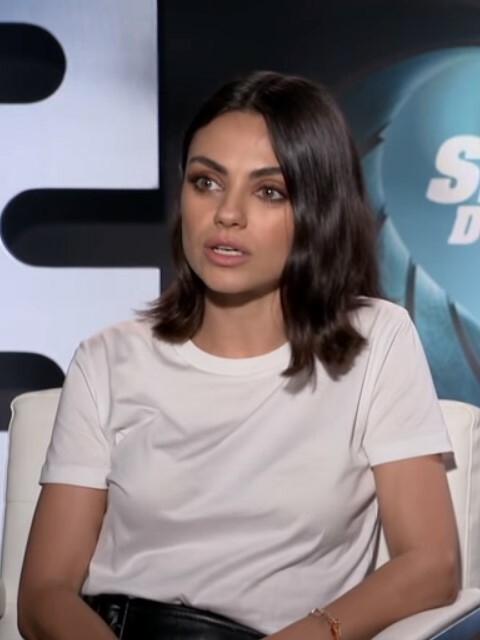
میلا کونیس
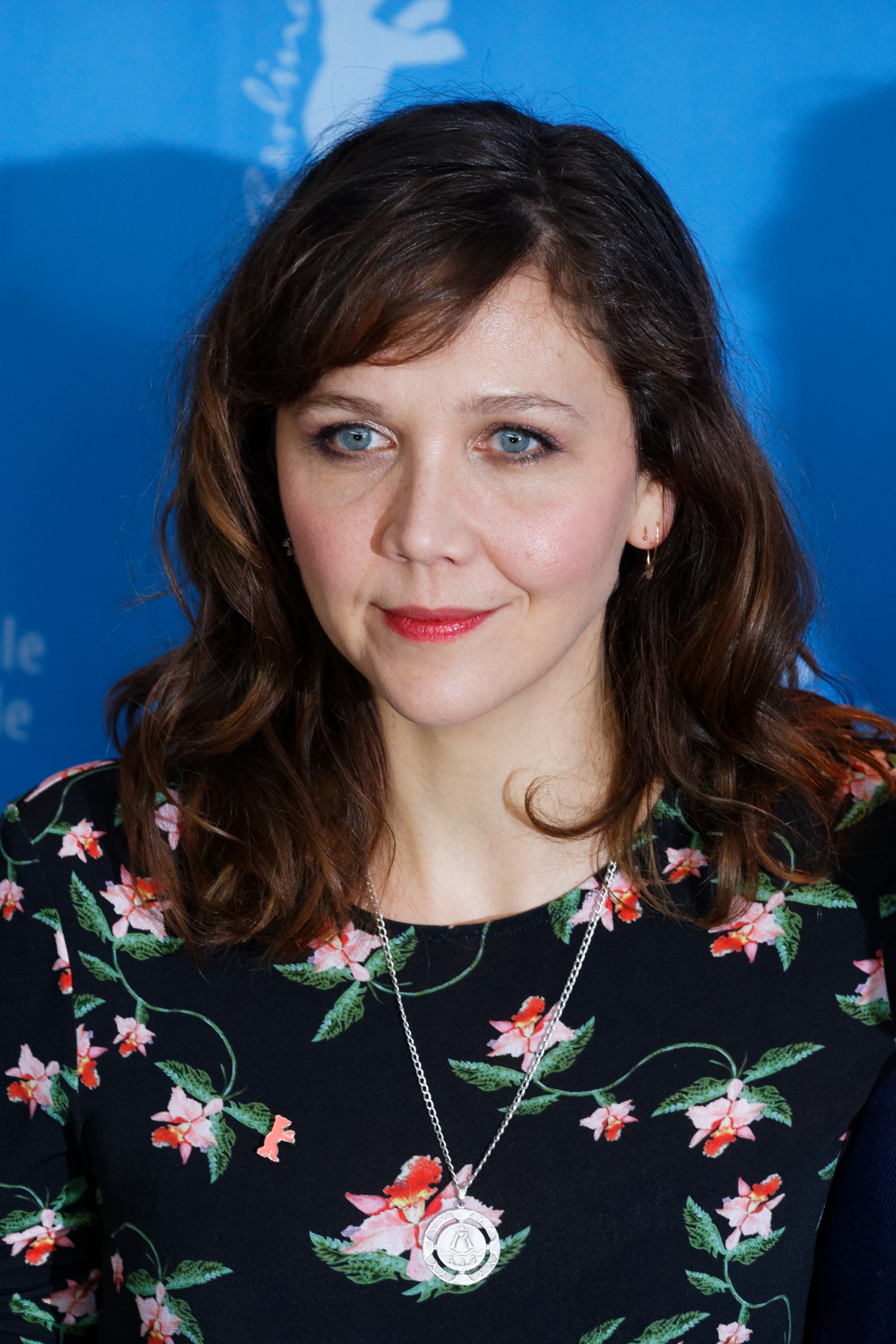
مگی جیلنهال